# Магнетизуючий випал
Магнетизуючий випал залізних руд — спеціальна підготовка залізних руд до збагачення.

Суть методу полягає в хімічному перетворенні вихідної корисної копалини з одного мінерального виду в інший з метою надання їй властивостей найбільш вигідних для процесу вилучення з сирої руди залізовмісних мінералів.
При випалюванні парамагнітні оксиди заліза і його карбонат гематит, гідроксиду, сидерит перетворюються в феромагнітні сполуки заліза — магнетит, маггеміт, ін. І в феромагнітні металізовані продукти — залізну губку і крицю. Зокрема, гематит відновлюється до магнетиту:
3Fe2O3 + B = 2Fe3O4 + BO↑
де В — відновлювач; BO↑ — газоподібний продукт відновлення.
В якості відновлювача застосовуються: буре вугілля, антрацит, коксик, доменний, генераторний і природний гази, мазути. При використанні бурого вугілля, антрациту і коксика магнетизуючий випал проводиться при 800—950оС по реакції:
3Fe2O3 + С = 2Fe3O4 + СO↑ - ΔQ
Відновлення газами протікає при 600—850оС по рівняннях:
3Fe2O3 + H2 = 2Fe3O4 + H2O + ΔQ
3Fe2O3 + CO = 2Fe3O4 + CO2 + ΔQ
Відновно-окисний випал полягає у відновленні слабомагнітних окислів заліза до магнетиту з наступним його окислюванням до маггеміту (γ-Fe2O3) по рівнянню:
2Fe3O4 + 0,5О2 = 3Fe2O3 + ΔQ
Якість магнетизуючого випалу визначається по відношенню закису заліза до загальної кількості заліза в обпаленій руді.
Оптимальний ступінь відновлення окислених кварцитів Кривбасу і КМА 110—100 %; керченських і лисаківських руд 100—140 %.
На випалмагнітній фабриці Центрального ГЗК магнетизуючий випал (див.рис.) ведуть в трубчастих печах діаметром 3,6 м і довжиною 50 м.
Паливо — природний газ, відновлювач — коксик, природний газ, буре вугілля. Обпалена руда з печі по ринві надходить в охолоджувальний барабан, заповнений водою. При обертанні барабана (n = 0,8-1,6 хв−1) руда переміщається до розвантажувального кінця, звідки елеватором подається в бутару. Після охолодження і зневоднювання обпалена руда системою стрічкових конвеєрів направляється в бункери ЗФ. Злив охолоджувальних барабанів перекачується на згущення і наступне магнітне збагачення. Здрібнювання руд відбувається в кульових млинах МШР-3600x4000 в замкнутому циклі із класифікаторами до крупності 57—58 % класу -0,074 мм.
Особливістю збагачення обпалених руд є одержання відмітних властивостей штучного магнетиту. Ця відмінність полягає в зниженій питомій магнітній сприйнятливості та високій коерцитивній силі, що сприяє його підвищеній магнітній флокуляції. Інтенсивна флокуляція магнітних частинок обпаленої руди сприяє більш швидкому осадженню їх у водному середовищі, що приводить до зниження якості концентрату. Успішному поділу такого матеріалу сприяють відцентрові сили, що руйнують флокули. З цих причин збагачення обпалених руд ведеться спочатку в магнітних гідроциклонах, а потім на магнітних сепараторах. В першій стадії на магнітних гідроциклонах виділяється близько 30 % відвальних хвостів з вмістом Fe = 12—13 %. Подальше збагачення здійснюється за схемою, аналогічній схемі збагачення магнетитових кварцитів. В цю схему додатково включені операції магнітного гідроциклонування перед 1-й стадією збагачення та розмагнічування перед 2-й й 3-й класифікаціями.
Обпалені руди подрібнюються краще, ніж магнетитові. В 2 й 3-й стадіях встановлені млини МШЦ-3600×4000. Кінцеве здрібнювання при збагаченні цих руд становить 93—98 % класу -0,074 мм.